# Mery Spolsky
Mery Spolsky, pseudonimo di Maria Ewa Żak (Varsavia, 14 novembre 1993), è una cantante polacca.

## Biografia
Maria Ewa Żak ha assunto lo pseudonimo di Mery Spolsky nel 2014. L'anno successivo ha fatto il suo debutto nella categoria dedicata agli artisti emergenti al festival della canzone polacca di Opole, dove ha presentato il brano Cała jesteś w skowronkach. Nell'ottobre successivo ha vinto il primo premio al festival Pejzaż bez Ciebie, mentre nel 2016 ha partecipato al festival Carpathia di Rzeszów, anche qui risultando vincitrice. Alcuni mesi dopo ha conquistato la medaglia d'argento al Festiwal Młodych Talentów di Stettino.
Dopo aver firmato un contratto con l'etichetta discografica Kayax Production, nel 2017 è uscito il suo album di debutto Miło było pana poznać, che le ha fruttato una candidatura per il miglior artista esordiente e una per l'album di musica elettronica dell'anno ai premi Fryderyk del 2018, il principale riconoscimento musicale polacco.
Nel 2019 è uscito il secondo album Dekalog Spolsky, che è diventato il primo ingresso della cantante nella classifica polacca, conquistando la 15ª posizione. Il disco è stato candidato nella categoria Miglior album di musica elettronica alla successiva edizione dei Fryderyk.

## Discografia

### Album in studio
- 2017 – Miło było pana poznać
- 2019 – Dekalog Spolsky

### Singoli
- 2017 – Miło było pana poznać
- 2017 – Alarm
- 2018 – Liczydło
- 2018 – Morze
- 2018 – Halo!
- 2018 – Czekam Very Much
- 2018 – Ups! (feat. Igorilla)
- 2018 – Morze
- 2019 – Fak
- 2019 – Bigotka
- 2020 – Mazowiecka kiecka

### Collaborazioni
- 2016 – Romantyczna miłość (Vixen feat. Mery Spolsky)